# Bernardo Bertolucci
Bernardo Bertolucci (tiếng Ý: [berˈnardo bertoˈluttʃi]; 16 tháng 3 năm 1941 - 26 tháng 11 năm 2018)
là một đạo diễn phim và nhà biên kịch người Ý, với các bộ phim bao gồm The Conformist, Last Tango in Paris, 1900, The Last Emperor, The Sheltering Sky và The Dreamers. Để ghi nhận công việc của mình, ông đã được tặng giải Cành cọ vàng danh dự tại lễ khai mạc liên hoan phim Cannes năm 2011.

## Giải thưởng

### Giải thưởng điện ảnh
- 1971: National Society of Film Critics Award for best director
- 1973: Nastro d'Argento for Best Director
- 1987: Academy Award for Best Director
- 1987: Academy Award for Best Adapted Screenplay
- 1987: Golden Globe Award for Best Director
- 1987: Golden Globe Award for Best Screenplay
- 1987: David di Donatello for Best Director
- 1987: David di Donatello for Best Script
- 1987: Nastro d'Argento for Best Director
- 1987: Directors Guild of America Award for best director
- 1997: Honorable Mention at the Locarno International Film Festival
- 1997: Award special visual sensitivity in directing at the Camerimage
- 1997: Award for collaborating director – director of photography (Vittorio Storaro) at Camerimage
- 1998: Recognition for free expression by the National Board of Review
- 2007: Golden Lion for his career at the Venice Film Festival
- 2011: Honorary Palme d'Or at Cannes Film Festival

## Phim điện ảnh
- La commare secca (1962)
- Before the Revolution (Prima della rivoluzione, 1964)
- La via del petrolio (1965)
- Il canale (1966)
- Partner (1968)
- Amore e rabbia (1969, segment "Agonia")
- The Conformist (Il conformista, 1970)
- The Spider's Stratagem (Strategia del ragno, 1970)
- La salute è malata (1971)
- 12 dicembre (1971)
- Last Tango in Paris (Ultimo tango a Parigi, 1972)
- 1900 (Novecento, 1976)
- La luna (1979)
- Tragedy of a Ridiculous Man (La tragedia di un uomo ridicolo, 1981)
- L'addio an Enrico Berlinguer (1984)
- The Last Emperor (1987)
- 12 registi per 12 città (1989, segment "Bologna")
- The Sheltering Sky (1990)
- Little Buddha (1993)
- Stealing Beauty (1996)
- Besieged (1999)
- Ten Minutes Older: The Cello (2002, segment "Histoire d'eaux")
- The Dreamers (2003)
- Me and You (2012)